# Viera Klimková
Viera Klimková (Spišská Nová Ves, 11 agosto 1957) è un'ex fondista cecoslovacca.

## Biografia
In Coppa del Mondo esordì nella gara inaugurale del 9 gennaio 1982 a Klingenthal (18ª) e ottenne l'unico podio il 18 febbraio 1985 a Nové Město na Moravě (3ª).
In carriera prese parte a due edizioni dei Giochi olimpici invernali, Sarajevo 1984 (24ª nella 20 km) e Calgary 1988 (22ª nella 5 km, 35ª nella 10 km, 17ª nella 20 km, 7ª nella staffetta), e a una dei Campionati mondiali, Seefeld in Tirol 1985 (5ª nella staffetta il miglior risultato).

## Palmarès

### Coppa del Mondo
- Miglior piazzamento in classifica generale: 17ª nel 1985
- 1 podio (individuale[1]):
  - 1 terzo posto